# کریستوفر مایکل مالتبی
کریستوفر مایکل مالتبی (انگلیسی: Christopher Maltby; ۱۳ ژانویهٔ ۱۸۹۱ – ۶ سپتامبر ۱۹۸۰) فرد نظامی اهل بریتانیا بود. وی همچنین برندهٔ جوایزی همچون صلیب نظامی شده‌است.